# Wat Chinorasaram
Wat Chinorasaram Worawiharn (Thai: วัดชิโนรสารามวรวิหาร; auch kurz: Wat Chinorot) ist ein buddhistischer Tempel in Bangkok. Er liegt am Ufer des Khlong Mon (Mon-Kanal) an der Itsaraphap-Straße gegenüber den Werften der Marine in Bangkoks Stadtteil Bangkok Noi.

## Architektur
Der Ubosot des Wat Chinorot zeigt den künstlerischen Stil, der unter König Nang Klao (Rama III.) herrschte: dekorative Dachziegel, der Chofah, Ornamente der Giebel, Pflanzen und Blumen im Gipsabdruck und Halbfiguren einer Gottheit mit gefalteten Händen in der Mitte des Raumes, die mit Goldplättchen auf Glasstücken dekoriert ist. Die Zargen der Türen und Fenster zeigen glasbesetzte vergoldete Gipsstrukturen. Die Innenseiten der Türen und Fenster sind mit Mustern der Mehlbeere (Toh Chin) versehen. Außen sind sie mit fliegenden Nagas in Wolken geschmückt (Lai Rot Nam). Die Decke ist rot gestrichen und zeigt eine Laubsäge-Arbeit mit goldgeschmückten Nagas.

## Schmuck
Die Wandmalereien im Ubosot weichen von den üblichen ab. Gegenüber der Buddhastatue zeigen sich beispielsweise Karten des Wat Chinorot, des Kanals, des Flusses und des Wat Phra Kaeo. An anderen Stellen sind verschiedene Tempel dargestellt.
Die Wandmalereien sind an vielen Stellen stark beschädigt.

## Geschichte
Die Errichtung des Tempels geht auf Krom Somdet Phra Paramanuchit Chinorot (Prinz Wasukri), einem Sohn von König Phra Phutthayotfa Chulalok (Rama I.), dem späteren Obersten Mönchspatriarchen Thailands zurück. Er ordnete 1836 den Bau des Tempels an.
König Mongkut (Rama IV.) ließ den Tempel restaurieren und beauftragte Künstler mit der Schaffung der Bilder und der Skulptur der Nagas, der mythischen Schlange. Sie zeigt sich an vielen Stellen im Tempel, um an den vormaligen Namen des Mönchs zu erinnern: Prinz Wasukri. Er ließ auch eine Krone anfertigen, die hinter dem Hauptbildnis des Buddha im Buddha steht.